# Polyphylla erratica
Polyphylla erratica är en skalbaggsart som beskrevs av Hardy och Andrews 1978. Polyphylla erratica ingår i släktet Polyphylla och familjen Melolonthidae. Inga underarter finns listade i Catalogue of Life.